# Herb gminy Rajcza
Herb gminy Rajcza – symbol gminy Rajcza.

## Wygląd i symbolika
Herb przedstawia na tarczy w polu niebieskim pod czarnym napisem „RAJCZA” dwa czerwone łuki skrzyżowane pod kątem 100 stopni, przecięte czerwoną strzałą skierowaną grotem w dół. Jest to historyczny symbol Rajczy, pochodzący z XIX-wiecznej pieczęci. 